# Re (Kana)
れ in Hiragana oder レ in Katakana sind japanische Zeichen des Kana-Systems, die beide jeweils eine Mora repräsentieren. In der modernen japanischen alphabetischen Sortierung stehen sie an 42. Stelle. Die Form beider Kana ist vom Kanji 禮 abgeleitet und beide stellen [ɾe] dar.
| Form                    | Rōmaji     | Hiragana       | Katakana       |
| ----------------------- | ---------- | -------------- | -------------- |
| Normal s- (さ行 sa-gyō) | re         | れ             | レ             |
| Normal s- (さ行 sa-gyō) | rei ree rē | れい れえ れー | レイ レエ レー |

## Strichfolge

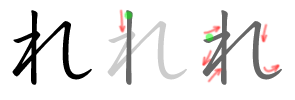
Strichfolge für れ

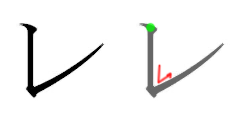
Strichfolge für レ

## Weitere Darstellungsformen
- In japanischer Brailleschrift:

- Der Wabun-Code ist －－－.
- In der japanischen Buchstabiertafel wird es als „れんげのレ“ (Renge no Re) buchstabiert.